# Burn (VanVelzen)
Burn is een nummer van de Nederlandse popzanger VanVelzen uit 2006. Het is de tweede single van zijn debuutalbum Unwind.
Als opvolger van Baby Get Higher verwierf "Burn" ook populariteit. In de tweede week van 2007 verkoos Radio 538 het nummer tot Alarmschijf en het haalde de 7e positie in de Nederlandse Top 40.